# Полупроводник (фильм)
«Полупроводник» (англ. Semiconductor) — фильм ужасов режиссёра Олег Мавроматти. Закрытый показ состоялся 30 мая 2018 года. Мировая премьера состоялась 4 марта 2019 года.

## Сюжет
Романтичная Аня Кадет — видеоблогер и сотрудница железнодорожного депо. Однажды она знакомится с чудаковатовым Кулебякиным, который накладывает на неё порчу.

## В ролях
| Актёр              | Роль                              |
| ------------------ | --------------------------------- |
| Анна Дэн           | Аня Кадет                         |
| Виктор Лебедев     | Колдун Кулебякин                  |
| Валентина Лебедева | Диспетчер (в титрах не указана)   |
| Галина Сытенок     | Диспетчер (в титрах не указана)   |
| Владимир Кашуба    | Леший (в титрах не указан)        |
| Дмитрий Свидерский | Гопник (в титрах не указан)       |
| Сергей Романюк     | Гопник (в титрах не указан)       |
| Наталья Кузьмич    | Подруга Ани (в титрах не указана) |

## Критика
Культурный обозреватель радио «Свободы» Дмитрий Волчек включил фильм в свой список лучших фильмов 2018 года, поставив его на восьмое место:

Романтичная Аня Кадет, видеоблогер, обожающая советские паровозы, погружается в мир русской чертовщины. Великолепная работа актрисы Анны Ден, наглядно демонстрирующей необратимые последствия порчи и сглаза. Такой фильм Хичкок мог бы снять по рассказу Мамлеева. Или, может быть, это Мамлеев на том свете пересказывает фильм Хичкока?
Дмитрий Волчек, «Ветер, экстаз, вода и нелюди. Лучшие фильмы 2018 года» // Радио «Свобода». — 2019. — 2 января.